# The Ultimate Fighter: Brasil 3
The Ultimate Fighter: Brasil 3 é uma temporada do reality show do Ultimate Fighting Championship (UFC), The Ultimate Fighter. Essa será a sexta temporada a ser gravada fora dos Estados Unidos e a terceira vez que será filmado no Brasil.
Em 22 de Outubro de 2013, foi anunciado que os treinadores da temporada poderiam ser Wanderlei Silva e Chael Sonnen. O UFC abriu as inscrições para o programa em 11 de Novembro de 2013. Os testes foram feitos para Pesos Médios, Meio Pesados, Pesados com pelo menos 21 anos e ter no mínimo duas vitórias em três lutas profissionais. Foi anunciado em 7 de Janeiro de 2014 contaria com lutadores no Pesos Médios e Pesos Pesados. O elenco foi revelado em 26 de Fevereiro de 2014.
Essa é a segunda vez que Silva e Sonnen será técnicos do Ultimate Fighter. Silva anteriormente foi treinador no The Ultimate Fighter: Brasil e Sonnen foi treinador no The Ultimate Fighter: Team Jones vs. Team Sonnen. Também será a primeira vez que um lutador não-brasileiro é treinador no The Ultimate Fighter: Brazil. Uma novidade é que duas ex-atletas brasileiras que tiveram uma grande experiência em seus esportes. Elas irão fornecer conselhos para seus times sobre suas experiências em seus próprios esportes. A medalhista de prata dos Jogos Olímpicos de 1996 e campeã do Campeonato Mundial de Basquetebol Feminino de 1994, Hortência Marcari fará parte da Equipe Sonnen. A ex-competidora de vôlei dos Jogos Olímpicos de 1980 e de 1984 e ex-campeã mundial de vôlei de praia Isabel Salgado será parte da Equipe Wanderlei.

## Elenco

### Treinadores
| Equipe Wanderlei - Wanderlei Silva, Treinador Principal - André Dida, Treinador de Muay Thai - Fábio Gurgel, Treinador de Jiu Jitsu - Daniel Acácio, Treinador de Wrestling - Isabel Salgado, Conselheira Esportiva | Equipe Sonnen - Chael Sonnen, Treinador Principal - Clayton Hires, Treinador de Boxe - Vinny Magalhães, Treinador de Jiu Jitsu - Scott McQuarry - Jamie Huey - Hortência Marcari, Conselheira Esportiva |

### Lutadores
- Equipe Wanderlei:
  - Peso Médio: Paulo Costa, Wagner Gomes, Ricardo Abreu e Ismael de Jesus
  - Peso Pesado: Jollyson Francisco, Antonio Carlos Júnior, Richardson Moreira e Antônio Branjão

- Equipe Sonnen:
  - Peso Médio: Joílton Santos, Guilherme Vasconcelos, Warlley Alves e Márcio Alexandre Jr..
  - Peso Pesado: Job Melo, Edgard Castaldelli, Marcos Lima e Vitor Miranda

- Lutadores eliminados nas lutas preliminares
  - Peso Médio: José Roberto, Douglas Moura, Cristiano Pontes, Willian Steindorf, Markus Perez, Paulo Vinagre, Wendell Oliveira, Giuliano Alemão
  - Peso Pesado: Gonçalo Salgado, Everton Rocha, Felipe Dantas, Guilherme Viana, Alexandre Bebezão, Thiago Santos, Fernando Camolês, Bruno Blindado

### Convidados
- Gabi Garcia
- Maurício Shogun
- Yushin Okami
- Luiz Dórea
- André Pederneiras
- Bruce Buffer
- Rodrigo Minotauro
- Rogério Minotouro

## Episódios
Episódio 1: (9 de Março de 2014)
- Silva e Sonnen revelam seus pensamentos sobre suas presenças na temporada e suas expectativas para sua rivalidade. Isabel e Hortência também partilham sua motivação como treinadoras convidadas. Mais tarde, os quatro treinadores cumprimentam os lutadores antes das lutas preliminares começarem.
- As lutas para entrar na casa foram divididas em duas partes, metade nesse episódio e metade no segundo episódio.
- As 16 lutas preliminares começaram:
  - Luta de Pesos Pesado: Job "Cabo Job" Melo derrotou Gonçalo Salgado por nocaute no primeiro round.
  - Luta de Pesos Médio: Paulo "Borrachinha" Costa derrotou José Roberto Rocha por finalização no segundo round.
  - Luta de Pesos Pesado: Jollyson Francino derrotou Ewerton Rocha por finalização (katagatame) no primeiro round.
  - Luta de Pesos Médio: Joílton "Peregrino" Santos derrotou Douglas Moura por decisão dividida após três rounds.
  - Luta de Pesos Pesado: Edgard "Magrão" Castaldelli derrotou Felipe Oliveira por nocaute técnico no segundo round.
  - Luta de Pesos Médio: Wagner "Wagnão" Gomes derrotou Cristiano Pontes por finalização (esgana-galo) no primeiro round.
  - Luta de Pesos Médio: Ricardo "Demente" Abreu derrotou Willian Steindorf por nocaute técnico no segundo round.
  - Luta de Pesos Pesado: Antonio "Cara de Sapato" Junior derrotou Guilherme Viana por nocaute técnico no primeiro round.

Episódio 2: (16 de Março de 2014)
- As úlitmas lutas acontecem e definem quais são os lutadores que entrarão na casa
  - Luta de Pesos Pesado: Richardson "Rick Monstro" Moreira derrotou Alexandre Machado por nocaute no primeiro round.
  - Luta de Pesos Médio: Guilherme "Bomba" Vasconcelos derrotou Markus Perez por finalização (mata-leão) no primeiro round.
  - Luta de Pesos Pesado: Marcos "Pezão" Lima derrotou Thiago Santos por finalização (guilhotina) no primeiro round.
  - Luta de Pesos Médio: Ismael "Marmota" de Jesus derrotou Paulo Costa por nocaute técnico (lesão) no primeiro round.
  - Luta de Pesos Pesado: Antônio "Montanha" Branjão derrotou Fernando Camolês por nocaute técnico no segundo round.
  - Luta de Pesos Médio: Warlley Alves derrotou Wendell Oliveira por decisão dividida após três rounds.
  - Luta de Pesos Médio: Marcio "Lyoto" Junior derrotou Giuliano Arante por finalização (guilhotina) no segundo round.
  - Luta de Pesos Pesado: Vitor Miranda derrotou Bruno Silva por nocaute no segundo round.
- Após as lutas, durante as escolhas das equipes, Wanderlei pede para que Sonnen se desculpe com todos os brasileiros pelo que disse na entrevista pré-luta contra Anderson Silva. Chael disse que não iria se desculpar pois tudo aquilo já tinha passado. Wanderlei disse que o programa não continuaria se ele não se desculpasse.

Episódio 3: (23 de Março de 2014)
- Após a confusão envolvendo Wanderlei e Sonnen, as equipes começam as escolhas dos times.
- Como Wanderlei venceu no sorteio, ele preferiu iniciar com a escolha da luta.
- Peso Médio

| Treinador | 1º Escolhido         | 2º Escolhido   | 3º Escolhido  | 4º Escolhido          |
| --------- | -------------------- | -------------- | ------------- | --------------------- |
| Sonnen    | Márcio Alexandre Jr. | Joílton Santos | Warlley Alves | Guilherme Vasconcelos |
| Wanderlei | Ricardo Abreu        | Paulo Costa    | Wagner Gomes  | Ismael de Jesus       |

- Peso Pesado

| Treinador | 1º Escolhido       | 2º Escolhido      | 3º Escolhido       | 4º Escolhido    |
| --------- | ------------------ | ----------------- | ------------------ | --------------- |
| Wanderlei | Antonio Carlos Jr. | Jollyson Sosaleta | Richardson Moreira | Antônio Branjão |
| Sonnen    | Marcos Lima        | Vitor Miranda     | Edgard Castaldelli | Job Melo        |

- Há um concurso para eleger a ring girl do TUF Brasil 3, oito mulheres já são selecionadas pelos lutadores.
- Wanderlei anuncia sua primeira luta no peso médio: Wagner Gomes enfrenta Joilson Santos.
- Chael Sonnen resolve fazer uma visita surpresa na casa do TUF.
- Ambos os lutadores batem o peso
- Wagner Gomes derrotou Joilson Santos por decisão dividida após três rounds.

'Episódio 4:' (30 de Março de 2014)
- Como o Time Wanderlei venceu a luta anterior, o time segue com o direito de escolha da próxima luta.
- Wanderlei faz a escolha da primeira luta dos Pesos Pesados, Antonio Carlos Junior enfrenta Edgard Castaldelli do Time Sonnen
- Antonio "Cara de Sapato" Junior nocauteou Edgard "Magrão" Castaldelli aos 12 segundos do primeiro round.
- No final houve uma prova para decidir qual das duas equipes teriam o direito da escolha da próxima luta. O Time Wanderlei venceu e permanece no controle das lutas.

'Episódio 5: '(07 de abril de 2014)
- Houve uma competição na qual as equipes deveriam montar um barco e remar em um lago. A equipe perdedora deveria servir o jantar para

equipe vencedora. Mais uma vez o Time Wanderlei venceu a disputa e os lutadores do Time Sonnen tiveram que servir o jantar.
- Wanderlei faz a escolha da luta devido a sua equipe vencer o desafio no episódio anterior. Wanderlei escolheu o lutador Ricardo Abreu de sua equipe para enfrentar o lutador Guilherme Vasconcelos.
- Ricardo "Demente" Abreu derrotou Guilherme "Bomba" Vasconcelos por decisão unânime.

Episódio 6: '''(14 de abril de 2014)
- Houve uma competição na qual as equipes deveriam escrever, todos ao mesmo tempo, TUF Brasil em uma folha de papel. A equipe perdedora deveria ficar trancados em um quarto e a equipe vencedora participaria de uma "Festa do Pijama" com as candidatas a Ring Gil do TUF Brasil 3. Dessa vez o Time Sonnen venceu a disputa e os lutadores do Time Wanderlei tiveram que ficar trancados em um quarto durante a "Festa do Pijama".
- Wanderlei faz a escolha da luta devido a sua equipe vencer a luta no episódio anterior. Wanderlei escolheu o lutador Richardson Moreira de sua equipe para enfrentar o lutador Job Melo.
- Na hora da pesagem oficial, Wanderlei iniciou com as provocações contra Sonnen, que não deixou barato e ambos começaram a trocar socos após Sonnen quedar Wanderlei. Após o término da confusão, Sonnen foi avisado que o treinador André Dida do Time Wanderlei havia agredido ele por trás durante a confusão.
- Richardson "Rick Monstro" Moreira derrotou Job "Cabo Job" Melo por finalização no primeiro round.

Episódio 7: '''(20 de abril de 2014)
- Após a confusão no episódio anterior, Dana White convocou uma reunião com os técnicos e seus devidos treinadores de cada equipe. O mesmo expulsou André Dida do show dizendo que ele "deveria ser preso" pelo que fez.
- Wanderlei fez a escolha da luta escolhendo o lutador Paulo "Borrachinha" Costa de seu time contra Márcio "Lyoto" Júnior do Time Sonnen.
- O ex-campeão dos meio-pesados do UFC, Maurício Shogun fez uma visita a sala de aquecimento do Time Wanderlei antes da luta.
- Márcio "Lyoto" Júnior derrotou Paulo "Borrachinha" Costa por decisão dividida após três rounds.
- Após a luta houve um desafio para dar o direito de escolha da próxima luta ao time vencedor. O Time Wanderlei venceu o desafio e terá por direito a escolha da próxima luta.

Episódio 8: '''(27 de abril de 2014)
- Cara de Sapato reclama com Joílton Peregrino sobre a desordem deixada pelo time verde na cozinha.
- Wanderlei Silva faz a escolha da próxima luta. Antônio Montanha enfrenta Vítor Miranda pelo terceiro duelo entre os pesados.
- Yushin Okami visita o Time Sonnen para participar de uns treinamentos e ajudar os lutadores.
- Há uma prova entre as duas equipes, a equipe vencedora teria direito a passar um dia em um Spa. O Time Wanderlei venceu a prova.
- Vitor Miranda venceu Antônio "Montanha" Branjão por nocaute técnico no primeiro round.

Episódio 9: '''(04 de maio de 2014)
- No desafio dos técnicos houve uma prova de agilidade e controle de bola no futebol. Quem foi o árbitro desse duelo foi o ex-treinador da África do Sul e Botafogo, Joel Santana. Neste desafio, Sonnen levou a melhor levando pra casa um prêmio de 75 mil reais e mais uma camisa da seleção brasileira autografada por Pelé.
- O Time Wanderlei recebeu a visita de Luiz Dórea para auxiliar nos treinamentos de boxe.
- Houve uma festa havaiana na casa do TUF com a presença das ring girls do reality.
- Antes da luta, Ismael de Jesus recebeu a visita de seu treinador e dono da Academia Kimura Nova União, Dedé Pederneiras.
- Warlley Alves venceu Ismael de Jesus por nocaute no primeiro round.

Episódio 10:  (11 de maio de 2014)
- Fechando a fase de quartas de final, Jollyson Francino do Time Wanderlei enfrents Marcos Lima do Time Sonnen.
- Marcos "Pezão" Lima venceu Jollyson Francino por decisão unânime após três rounds.
- Foram escolhidas as lutas da fase semifinal.

Episódio 11:  (18 de maio de 2014)
- Foram selecionadas as finalistas do concurso da "Musa do TUF", são elas Ana Cecília Cunha e Fernanda Hernandes.
- A pesagem contou com a presença do announcer Bruce Buffer, que nunca havia visitado nenhuma outra ediçaõ do TUF. Ele anunciou que os quatro finalistas, assim como a musa do programa, irão ganhar um viagem a Las Vegas e assistir a um cardo na cidade.
- Todos os lutadores bateram seus respectivos pesos.
- Warlley Alves venceu Wagner Gomes por finalização (guilhotina) no primeiro round, tornando-se o primeiro finalista dos médios do TUF Brasil 3.
- Antonio Carlos "Cara de Sapato" Júnior venceu Marcos "Pezão" Lima por finalização (mata-leão) no primeiro round, tornando-se o primeiro finalista dos pesados do TUF Brasil 3.

Episódio 12: (25 de maio de 2014)
- Ambos os lutadores que fariam a luta entre os pesos-médios bateram o peso.
- Márcio Alexandre "Lyoto" Jr. venceu Ricardo Abreu por decisão (dividida) após três rounds.
- Richardson Moreira e Vítor Miranda bateram o peso.
- Rodrigo Minotauro e Rogério Minotouro visitaram as equipes antes da luta dos pesados. Tanto Vítor quanto Rick são atletas da Team Nogueira e muito amigos dos irmãos Nogueira.
- Vitor Miranda venceu Richardson Moreira por nocaute técnico (socos) no segundo round.
- Os quatro finalistas do TUF fizeram uma viagem para Las Vegas e participaram de várias atividades ao lado de Chael Sonnen, Wanderlei Silva e Dana White.

## Chave do Torneio

### Peso Médio
|  | Round de Eliminação   | Round de Eliminação  |               |     | Semifinal | Semifinal |  |  | Finale | Finale |
|  |                       |                      |               |     |           |           |  |  |        |        |
|  |                       |                      |               |     |           |           |  |  |        |        |
|  |                       |                      |               |     |           |           |  |  |        |        |
|  | Wagner Gomes          | DD                   |               |     |           |           |  |  |        |        |
|  | Wagner Gomes          | DD                   |               |     |           |           |  |  |        |        |
|  | Joilton Santos        | 3                    |               |     |           |           |  |  |        |        |
|  | Joilton Santos        | 3                    | Wagner Gomes  | 1   |           |           |  |  |        |        |
|  |                       |                      | Wagner Gomes  | 1   |           |           |  |  |        |        |
|  |                       | Warlley Alves        | FIN           |     |           |           |  |  |        |        |
|  | Ismael de Jesus       | Warlley Alves        | FIN           | 1   |           |           |  |  |        |        |
|  | Ismael de Jesus       |                      |               | 1   |           |           |  |  |        |        |
|  | Warlley Alves         | KO                   |               |     |           |           |  |  |        |        |
|  | Warlley Alves         | KO                   | Warlley Alves | FIN |           |           |  |  |        |        |
|  |                       |                      | Warlley Alves | FIN |           |           |  |  |        |        |
|  |                       | Márcio Alexandre Jr. | 3             |     |           |           |  |  |        |        |
|  | Ricardo Abreu         | Márcio Alexandre Jr. | 3             | DU  |           |           |  |  |        |        |
|  | Ricardo Abreu         |                      |               | DU  |           |           |  |  |        |        |
|  | Guilherme Vasconcelos | 2                    |               |     |           |           |  |  |        |        |
|  | Guilherme Vasconcelos | 2                    | Ricardo Abreu | 3   |           |           |  |  |        |        |
|  |                       |                      | Ricardo Abreu | 3   |           |           |  |  |        |        |
|  |                       | Marcio Alexandre Jr. | DD            |     |           |           |  |  |        |        |
|  | Paulo Henrique Costa  | Marcio Alexandre Jr. | DD            | 3   |           |           |  |  |        |        |
|  | Paulo Henrique Costa  |                      |               | 3   |           |           |  |  |        |        |
|  | Marcio Alexandre Jr.  | DD                   |               |     |           |           |  |  |        |        |
|  | Marcio Alexandre Jr.  | DD                   |               |     |           |           |  |  |        |        |

### Peso Pesado
|  | Round de Eliminação | Round de Eliminação |                    |     | Semifinal | Semifinal |  |  | Finale | Finale |
|  |                     |                     |                    |     |           |           |  |  |        |        |
|  |                     |                     |                    |     |           |           |  |  |        |        |
|  |                     |                     |                    |     |           |           |  |  |        |        |
|  | Antônio Carlos Jr.  | KO                  |                    |     |           |           |  |  |        |        |
|  | Antônio Carlos Jr.  | KO                  |                    |     |           |           |  |  |        |        |
|  | Edgard Castaldelli  | 1                   |                    |     |           |           |  |  |        |        |
|  | Edgard Castaldelli  | 1                   | Antônio Carlos Jr. | FIN |           |           |  |  |        |        |
|  |                     |                     | Antônio Carlos Jr. | FIN |           |           |  |  |        |        |
|  |                     | Marcos Lima         | 1                  |     |           |           |  |  |        |        |
|  | Jollyson Francino   | Marcos Lima         | 1                  | 2   |           |           |  |  |        |        |
|  | Jollyson Francino   |                     |                    | 2   |           |           |  |  |        |        |
|  | Marcos Lima         | DU                  |                    |     |           |           |  |  |        |        |
|  | Marcos Lima         | DU                  | Antônio Carlos Jr. | DU  |           |           |  |  |        |        |
|  |                     |                     | Antônio Carlos Jr. | DU  |           |           |  |  |        |        |
|  |                     | Vitor Miranda       | 3                  |     |           |           |  |  |        |        |
|  | Antonio Branjão     | Vitor Miranda       | 3                  | 1   |           |           |  |  |        |        |
|  | Antonio Branjão     |                     |                    | 1   |           |           |  |  |        |        |
|  | Vitor Miranda       | TKO                 |                    |     |           |           |  |  |        |        |
|  | Vitor Miranda       | TKO                 | Vitor Miranda      | TKO |           |           |  |  |        |        |
|  |                     |                     | Vitor Miranda      | TKO |           |           |  |  |        |        |
|  |                     | Richardson Moreira  | 2                  |     |           |           |  |  |        |        |
|  | Richardson Moreira  | Richardson Moreira  | 2                  | FIN |           |           |  |  |        |        |
|  | Richardson Moreira  |                     |                    | FIN |           |           |  |  |        |        |
|  | Job Melo            | 1                   |                    |     |           |           |  |  |        |        |
|  | Job Melo            | 1                   |                    |     |           |           |  |  |        |        |

## Bônus da Temporada
- Luta da Temporada:  Ricardo Abreu vs.  Guilherme Vasconcelos
- Performance da Temporada:  Antônio Carlos Jr. (nocaute contra Edgard Castaldelli) e  Warlley Alves (finalização contra Wagner Gomes)